# Lamposaari (ö i Norra Karelen, Joensuu, lat 62,42, long 29,10)
Lamposaari är en ö i Finland. Den ligger i sjön Lammunjärvi och i kommunen Libelits i den ekonomiska regionen  Joensuu ekonomiska region  och landskapet Norra Karelen, i den sydöstra delen av landet, 300 km nordost om huvudstaden Helsingfors. Öns area är 5 hektar och dess största längd är 400 meter i öst-västlig riktning.